# Laurent Tirard
Pour les articles homonymes, voir Tirard.
Laurent Tirard, né le 18 février 1967 à Roubaix (Nord) et mort le 5 septembre 2024 à Paris, est un réalisateur français, scénariste et critique de cinéma.

## Biographie
Laurent Tirard est né à Roubaix, puis a grandi à Fontainebleau.

### Formation et débuts de scénariste
Laurent Tirard a suivi des études de cinéma à l'université de New York, puis il a été lecteur de scénario pour Warner Bros à Los Angeles. C'est à Studio Magazine qu'il débute en tant que journaliste. Pendant sept ans, il y interviewe des réalisateurs tels que Woody Allen, David Lynch, Martin Scorsese, Jean-Luc Godard ou les frères Coen, pour une série de Leçons de cinéma dont le recueil a été publié en 2004 et 2006.
En 1999, il débute dans la réalisation avec le court métrage De source sûre, qui réunit Hélène de Fougerolles et Gad Elmaleh. En 2000, nouveau court-métrage : Demain est un autre jour, avec Christian Charmetant et Antoine Duléry. Après avoir été scénariste pour deux téléfilms, il écrit en 2004 pour le cinéma. Il travaille alors au scénario du film de Julie Lipinski, Le Plus Beau Jour de ma vie, où il retrouve Hélène de Fougerolles.

### Révélation en tant que réalisateur
Parallèlement, en 2004 Laurent Tirard se lance dans la réalisation de long métrage avec Mensonges et trahisons et plus si affinités... , pour lequel il est également scénariste, avec Grégoire Vigneron. Il réunit au casting : Édouard Baer, Marie-Josée Croze, Clovis Cornillac et Alice Taglioni.
En 2006, il est l'un des scénaristes (avec, entre autres, à nouveau son complice Grégoire Vigneron) du succès Prête-moi ta main d'Éric Lartigau, puis réalise son second long métrage, le biopic Molière, dont le rôle-titre est confié à Romain Duris. Le cinéaste confie le personnage de Dorante à Édouard Baer, et Fabrice Luchini prend les traits de Monsieur Jourdain.

### Spécialisation dans les adaptations
En 2009, Laurent Tirard s'attèle à l'adaptation du Petit Nicolas de René Goscinny et Sempé. Ce film sera le plus gros succès français de l'année 2009. Le fils du réalisateur, Virgile, incarne Joachim, le meilleur ami du héros Nicolas interprété par Maxime Godart.
Laurent Tirard coécrit ensuite avec Grégoire Vigneron : Sans laisser de traces, réalisé par ce dernier et sorti en salles le 10 mars 2010.
Laurent Tirard passe à un autre classique de la culture populaire hexagonale écrit par René Goscinny, Astérix, dont il se voit confier le quatrième opus de la franchise cinématographique adapté cette fois de l'album Astérix chez les Bretons. Sorti en 2012, Astérix et Obélix : Au service de Sa Majesté divise la critique et déçoit commercialement en regard des opus précédents. Les producteurs et héritiers des créateurs confient par la suite la franchise à un autre cinéaste.
En 2014, Laurent Tirard revient en coscénariste et réalisateur des Vacances du petit Nicolas, suite du succès de 2009. Ayant grandi, Maxime Godart est remplacé par Mathéo Boisselier. Le film fonctionne moins bien que le précédent.
En 2016, Laurent Tirard dirige le tandem Jean Dujardin / Virginie Efira dans la romance Un homme à la hauteur, adaptée d'un film brésilo-argentin. L'année suivante, il retrouve Dujardin pour Le Retour du héros, une comédie de cape et d'épées, qui le voit cette fois donner la réplique à Mélanie Laurent.
En 2020, il réalise le film Le Discours d'après un roman de Fabcaro.

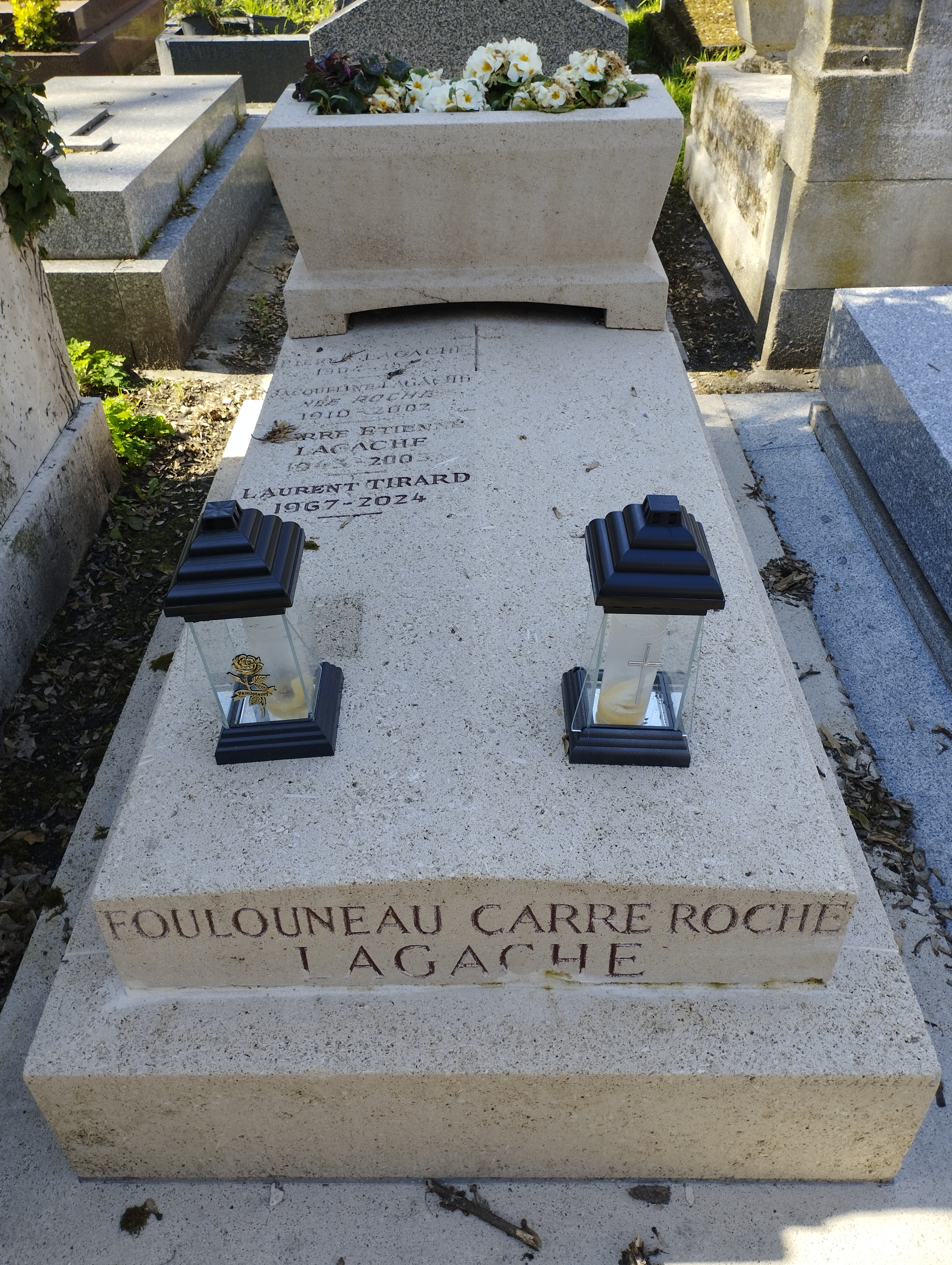
Tombe de Laurent Tirard au cimetière de Montmartre (division 20).

En 2023 sort son dernier film, Juste ciel !, mettant en scène Valérie Bonneton, et passant relativement inaperçu.

### Mort
Touché par un cancer en 2012, il bénéficie d'une greffe de moelle osseuse. Mais cela entraîne une réaction du greffon contre l'hôte (GVHD) qui détériore ses organes.
Laurent Tirard meurt le 5 septembre 2024 à Paris, à l'âge de 57 ans des suites de sa maladie, dont il était presque rétabli vers 2020. Ses obsèques ont lieu dans la matinée du 11 septembre en l'église de Saint-Germain-des-Prés en présence des acteurs Édouard Baer, Benjamin Lavernhe, François Morel, Kyan Khojandi, Arié Elmaleh et Maxime Godart, du producteur Olivier Delbosc, du réalisateur Quentin Dupieux et de son beau-frère le journaliste Guy Lagache. Il est ensuite inhumé dans l'intimité familiale au cimetière de Montmartre (division 20, ligne 8 Sud, tombe 18 depuis le chemin Artot), dans le caveau de la famille Lagache.

## Filmographie

### Réalisateur

#### Courts métrages
- 1999 : De source sûre
- 2000 : Demain est un autre jour

#### Longs métrages
- 2004 : Mensonges et trahisons et plus si affinités...
- 2007 : Molière
- 2009 : Le Petit Nicolas
- 2012 : Astérix et Obélix : Au service de Sa Majesté
- 2014 : Les Vacances du petit Nicolas
- 2016 : Un homme à la hauteur
- 2018 : Le Retour du héros
- 2020 : Le Discours
- 2023 : Juste ciel !

### Scénariste
Outre les films suivants, Laurent Tirard est scénariste des films qu'il réalise.
- 2000 : Piège en haute sphère, téléfilm d'Aruna Villiers (coscénariste)
- 2005 : Le plus beau jour de ma vie de Julie Lipinski
- 2006 : Prête-moi ta main d'Éric Lartigau
- 2010 : Sans laisser de traces de Grégoire Vigneron
- 2011 : Mike de Lars Blumers

## Box-office en tant que réalisateur
| Film                                           | Année | Box-office français |
| Mensonges et trahisons et plus si affinités... | 2004  | 743 201 entrées     |
| Molière                                        | 2007  | 1 242 083 entrées   |
| Le Petit Nicolas                               | 2009  | 5 520 562 entrées   |
| Astérix et Obélix : Au service de Sa Majesté   | 2012  | 3 820 404 entrées   |
| Les Vacances du petit Nicolas                  | 2014  | 2 427 951 entrées   |
| Un homme à la hauteur                          | 2016  | 696 909 entrées     |
| Le Retour du héros                             | 2018  | 803 951 entrées     |
| Le Discours                                    | 2020  | 338 331 entrées     |
| Juste ciel !                                   | 2023  | 135 166 entrées     |

## Distinctions
- 1999 : Prix Panavision au Festival du film d'Avignon pour De source sûre
- 2007 : Prix du public au Festival international du film de Moscou pour Molière